# Макаби (организация)
„Макаби“ (на иврит: המכבי הצעיר, ХаМакаби ХаЦаир – „Млад макавей“) е еврейска масова младежка (главно спортна) организация.
Първите организации в Европа възникват в края на ХІХ век в отговор на призива на ционисткия водач Макс Нордау (Нордал) за формиране на „еврейство с мускули“. Решение за създаване на световна младежка организация (и подобни при макабистките спортни организации) е взето на международна конференция на спортния Световен макабистки съюз в Прага, Чехословакия през 1929 г.
Самоопределя се като ционистка организация. Взела е името си от въстанието на Макавеите и древноеврейския вожд Самсон Макаби. На конгреса на макабистите в София през 1930 година Алберт Варсано посочва, че политическата организация „Макаби“ се подготвя във всички страни на Европа за активно участие в изграждането на държавата Израел.
Днес името Макаби носят еврейски организации и спортни клубове:
- в Израел – „Макаби“ (Тел Авив) - в тенис секцията на който са играли 2 български евреи[3], „Макаби“ (Ришон ле Цион), „Макаби“ (Петах Тиква);
- другаде – „Макаби“ (Брюксел), „Макаби“ (Лондон), „Макаби“ (Баку), „Макаби“ (Тбилиси), бившият „Макаби“ (Букурещ) и др.

От 1932 г. периодично се организира макабиада (Maccabiah) – еврейска спартакиада, наричана също „еврейски олимпийски игри“. Игрите са по летни спортове, провеждат се отначало в Британска Палестина и после в независим Израел. Само 2 опита за макабиада по зимни спортове са правени, при това извън Палестина (поради неподходящите климатични условия) – в Закопане, Полша и в Банска Бистрица, Чехословакия съответно през 1933 и 1936 г.
„Макаби“ е наречена и оценяваната нееднозначно военна операция от 1948 г. при Латрун на 15 км западно от Йерусалим. Това е и предишното име на основания през 1993 г. между Тел Авив и Йерусалим израелски град Модиин-Маккабим-Реут и околния окръг. Популярна е също бирата „Макаби“.
„Макаби Хелткеър Сървисис – Израел“, основано през 1941 г., е най-голямото здравно сдружение в Израел. Разполага със 150 клиники, 20 медицински терапевтични и диагностични центъра, 43 аптеки, 2 болници. влиза в консорциума „БУЛ и партньори“ в проекта за изграждане на информационна система на Националната здравноосигурителна каса в България през 2006 г.